# Jake Guentzel
Jake Guentzel (* 6. Oktober 1994 in Omaha, Nebraska) ist ein US-amerikanischer Eishockeyspieler, der seit Juni 2024 bei den Tampa Bay Lightning in der National Hockey League unter Vertrag steht. Zuvor war der linke Flügelstürmer knapp acht Jahre für die Pittsburgh Penguins aktiv, mit denen er in den Playoffs 2017 den Stanley Cup gewann, und spielte kurzzeitig für die Carolina Hurricanes. Sein älterer Bruder Gabe Guentzel ist ebenfalls professioneller Eishockeyspieler.

## Karriere

### Jugend und Universität

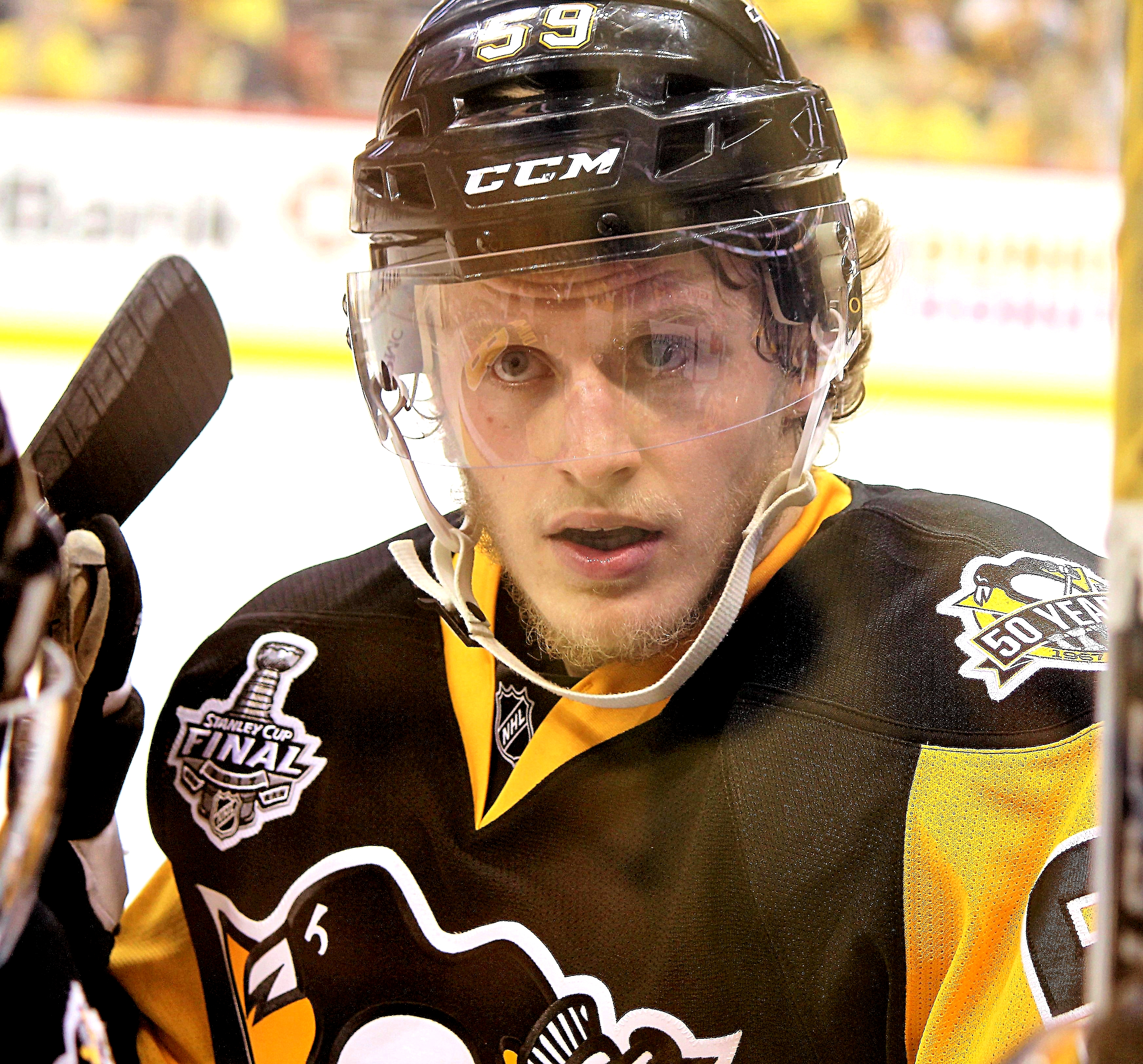
Guentzel im Trikot der Pittsburgh Penguins (2017)

Guentzel spielte nach Abschluss der High School mit Beginn der Saison 2012/13 bei den Sioux City Musketeers in der United States Hockey League. Der Rookie war mit 73 Scorerpunkten, der mit deutlichem Abstand beste Scorer seines Teams im Verlauf der Spielzeit. Ligaweit belegte er den sechsten Rang und wurde am Saisonende als Rookie des Jahres ausgezeichnet. Zudem wurde er ins All-Rookie Team und Second All-Star Team berufen. Nach Abschluss der Saison wurde Guentzel im NHL Entry Draft 2013 in der dritten Runde an 77. Stelle von den Pittsburgh Penguins aus der National Hockey League ausgewählt. Der Stürmer schrieb sich im Sommer 2013 an der University of Nebraska Omaha ein. Neben seinem Studium spielte er die folgenden drei Jahre im Eishockeyprogramm der Universität, das der neu eingeführten National Collegiate Hockey Conference, einer Division im Spielbetrieb der National Collegiate Athletic Association, zugehörig war. In seinem ersten Spieljahr sammelte Guentzel 34 Punkte und war erneut Mitglied des All-Rookie Teams der Liga.

### NHL
Auch in den folgenden beiden Jahren gehörte der Angreifer zu den besten Scorern des Teams und steigerte sich in seinem zweiten Jahr auf 39 Punkte, gefolgt von seiner letzten Saison mit 46 Scorerpunkten. Nachdem er die Spielzeit 2015/16 an der Universität beendet hatte, erhielt Guentzel Ende März 2016 einen Amateur-Probevertrag bei den Wilkes-Barre/Scranton Penguins aus der American Hockey League. Der US-Amerikaner kam zunächst in elf Spielen der regulären Saison zum Einsatz, in denen er sechsmal punktete, ehe er in zehn Playoff-Spielen 14 Punkte nachlegte. Damit war er punktbester Rookie der Playoffs und sicherte sich im darauf folgenden Mai einen NHL-Einstiegsvertrag bei den Pittsburgh Penguins. Diese setzten ihn zu Beginn des Spieljahres 2016/17 vorerst bei ihrem Kooperationspartner in Wilkes-Barre und Scranton ein. Guentzel sammelte dort in den ersten 16 Einsätzen 17 Scorerpunkte, wodurch er Ende November erstmals in den NHL-Kader Pittsburghs berufen wurde. Bei seinem Debüt gegen die New York Rangers erzielte er zwei Treffer. Letztlich pendelte er im Saisonverlauf mit großem Erfolg zwischen dem NHL- und AHL-Kader, was zur Berufung ins AHL All-Rookie Team führte.
Mit Pittsburgh gewann Guentzel in den anschließenden Playoffs den Stanley Cup und führte die Liga dabei mit 13 erzielten Treffern an. Unter allen Rookies der NHL-Historie erzielte nur Dino Ciccarelli im Jahre 1981 mehr Tore in den Playoffs (14). Seine 21 erzielten Scorerpunkte bestätigte er im Folgejahr, wobei er jedoch nur zwölf Spiele absolvierte, da die Penguins in der zweiten Runde am späteren Stanley-Cup-Sieger aus Washington scheiterten. Anschließend unterzeichnete der Angreifer im Dezember 2018 einen neuen Fünfjahresvertrag in Pittsburgh, der ihm mit Beginn der Saison 2019/20 ein durchschnittliches Jahresgehalt von sechs Millionen US-Dollar einbringen soll. Die laufende Spielzeit beendete er unterdessen mit einem neuen Karriere-Bestwert von 76 Punkten, wobei er auch erstmals die Marke von 40 Toren erreichte und sein Team in dieser Kategorie anführte.
Nach fast acht Jahren in Pittsburgh wurde Guentzel im März 2024, kurz vor der Trade Deadline, samt Ty Smith an die Carolina Hurricanes abgegeben, wobei die Penguins weiterhin ein Viertel seines Gehalts übernahmen. Im Gegenzug wechselten Michael Bunting, Ville Koivunen, Cruz Lucius, Wassili Ponomarjow sowie ein jeweils konditionales Erstrunden- und Fünftrunden-Wahlrecht für den NHL Entry Draft 2024 nach Pittsburgh. Aus dem Erstrunden-Wahlrecht sollte eines für die zweite Runde werden, falls Carolina nicht das Stanley-Cup-Finale der anstehenden Playoffs 2024 erreicht, während das Fünftrunden-Wahlrecht nur fällig geworden wäre, falls Carolina den Stanley Cup gewinnt. Ersteres erfüllte sich, Zweiteres nicht, da die Hurricanes in der zweiten Runde ausschieden.
Ende Juni 2024 gaben die Hurricanes die Rechte an Guentzel, dessen Vertrag zum 1. Juli 2024 auslief, im Tausch für ein Drittrunden-Wahlrecht im NHL Entry Draft 2025 an die Tampa Bay Lightning ab. Dort unterzeichnete er wenig später einen neuen Siebenjahresvertrag, der ihm ein durchschnittliches Jahresgehalt von neun Millionen US-Dollar einbringen soll.

### International
Zu seinem internationalen Debüt kam Guentzel im Rahmen des 4 Nations Face-Off 2025, bei dem er mit der Nationalmannschaft der Vereinigten Staaten den zweiten Platz belegte. Mit vier Scorerpunkten in ebenso vielen Spielen gehörte der Stürmer zu den punktbesten Akteuren seiner Mannschaft.

## Erfolge und Auszeichnungen
| - 2013 USHL All-Rookie Team - 2013 USHL Rookie of the Year - 2013 USHL Second All-Star Team - 2014 NCHC All-Rookie Team | - 2017 AHL All-Rookie Team - 2017 Stanley-Cup-Gewinn mit den Pittsburgh Penguins - 2020 Teilnahme am NHL All-Star Game (verletzungsbedingte Absage) - 2022 Teilnahme am NHL All-Star Game |

## Karrierestatistik
Stand: Ende der Saison 2024/25

### International
Vertrat die USA bei:
- 4 Nations Face-Off 2025

(Legende zur Spielerstatistik: Sp oder GP = absolvierte Spiele; T oder G = erzielte Tore; V oder A = erzielte Assists; Pkt oder Pts = erzielte Scorerpunkte; SM oder PIM = erhaltene Strafminuten; +/− = Plus/Minus-Bilanz; PP = erzielte Überzahltore; SH = erzielte Unterzahltore; GW = erzielte Siegtore; 1 Play-downs/Relegation; Kursiv: Statistik nicht vollständig)